# Mainz-Bretzenheim

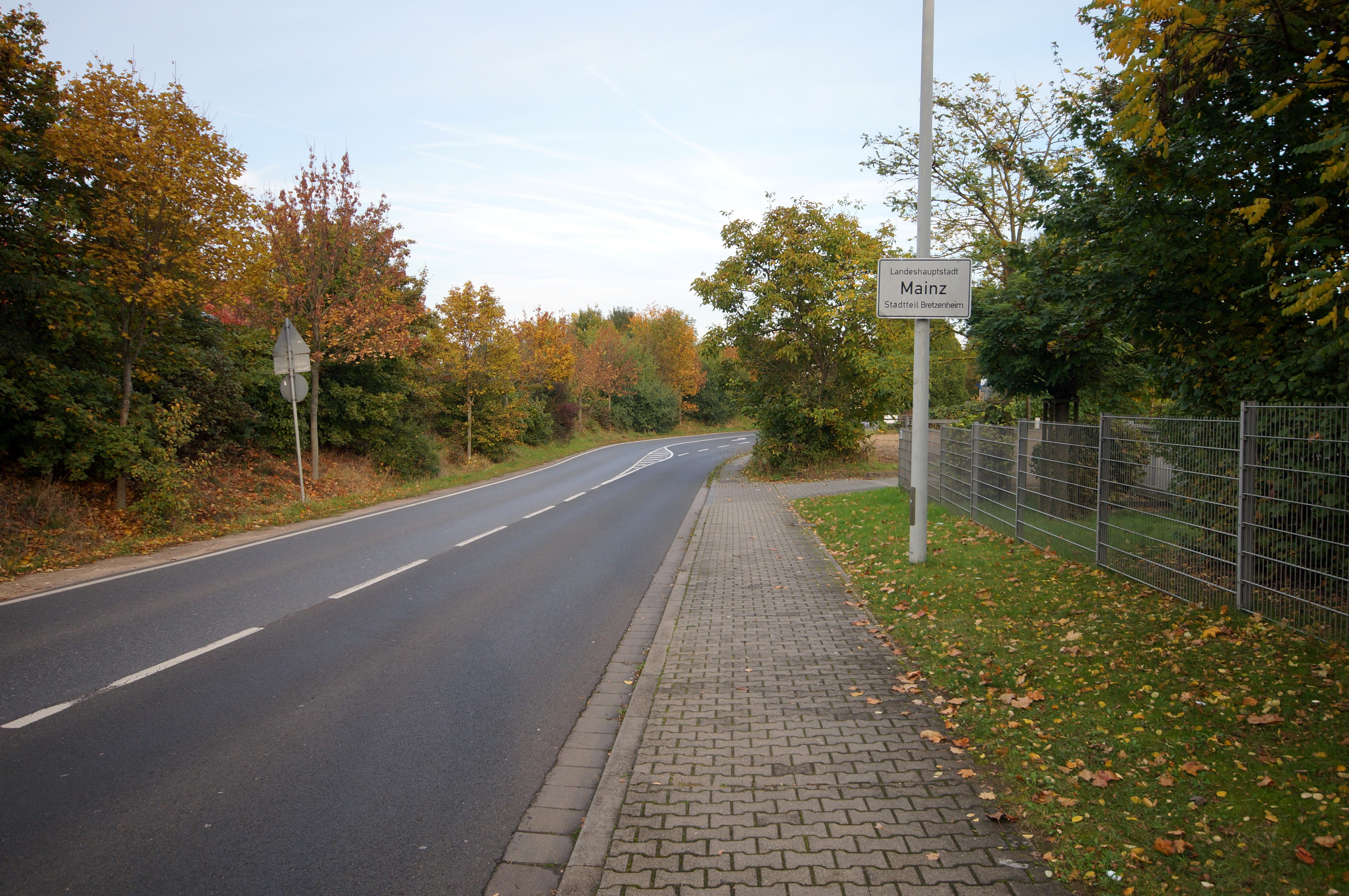
Einfahrt von Mainz-Bretzenheim auf der K 1 vom Westen kommend

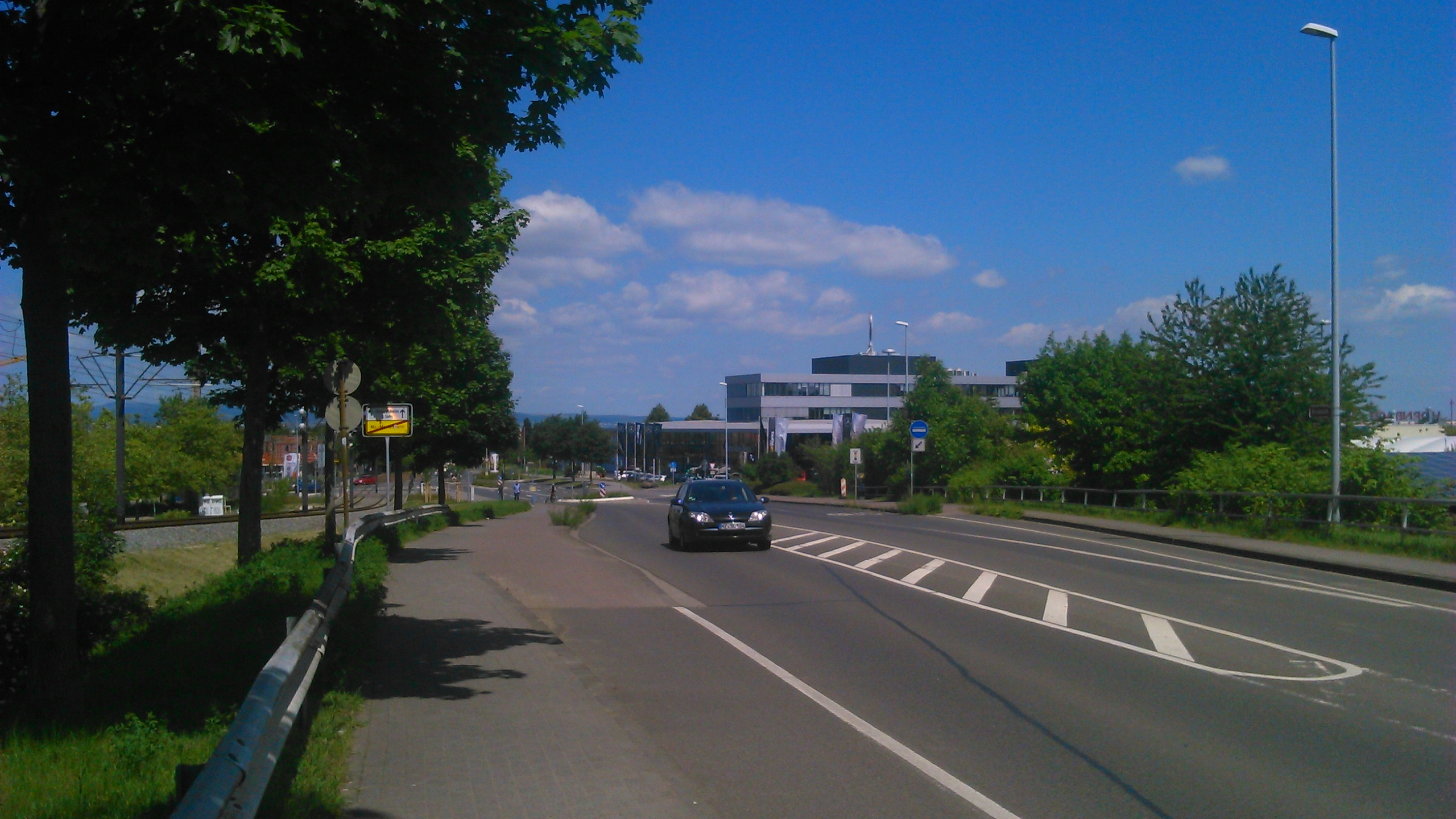
Einfahrt nach Mainz-Bretzenheim von Süden kommend

Bretzenheim ist ein Ortsbezirk der rheinland-pfälzischen Landeshauptstadt Mainz. Bretzenheim wurde am 1. Januar 1930 durch Karl Külb nach Mainz eingemeindet und ist heute mit rund 20.000 Einwohnern nach der Neustadt (rund 30.000), Gonsenheim (rund 25.000) und der Oberstadt (rund 23.000) der viertgrößte Stadtteil von Mainz.
Der Stadtteil verfügt über verschiedene, individuelle Wohnviertel. Mit dem alten Ortskern hat sich zumindest in Alt-Bretzenheim ein dörflicher Charakter bewahrt. Die Gegend rund um den Südring hingegen ist ein Viertel geprägt von hohem Ausländeranteil und Hochhäusern. Im Südwesten entstanden wiederum moderne Wohnquartiere mit Ein- und Mehrfamilienhäusern. Besonders bei Studenten ist Bretzenheim als Wohnort beliebt, da es unmittelbar an den Uni-Campus grenzt.

## Nachbarstadtteile
Folgende Mainzer Stadtteile grenzen im Uhrzeigersinn an Bretzenheim:
im Norden (zu einem kleinen Teil) Mainz-Hartenberg-Münchfeld, im Nordosten Mainz-Oberstadt, im Südosten Mainz-Hechtsheim, im Südwesten Mainz-Marienborn und Mainz-Lerchenberg, im Westen Mainz-Drais und im Nordwesten Mainz-Gonsenheim.

## Geschichte
Bretzenheim ist einer der ältesten Orte in der Umgebung von Mainz. Funde aus vorgeschichtlicher, römischer und fränkischer Zeit beweisen, dass das Gebiet des heutigen Mainzer Stadtteils um die Quellen und den Oberlauf des Zaybachs bereits sehr früh besiedelt war.
235 wurde der römische Kaiser Severus Alexander in der Nähe von Mogontiacum (Mainz), der Hauptstadt Obergermaniens, wo sich damals sein Hauptquartier befand, von aufständischen Soldaten ermordet. Als Todesort nennt der Geschichtsschreiber Aurelius Victor einen vicus Britanniae, der in der Forschungsliteratur oft mit Bretzenheim identifiziert wird. Wenn diese Annahme zutrifft, handelt es sich um die älteste Bezeugung von Bretzenheim; der Name ist dann von dort siedelnden Briten abgeleitet. Den Namen des fränkischen Dorfs nennen einige Urkunden des 8. und 9. Jahrhunderts: Brittinheim, Brizzenheim und ähnlich. Im Mittelalter ist Bretzenheim erstmals in einer Urkunde vom 18. Januar 752 als villa nominata Prittonorum bezeugt.
Die Gleichsetzung des antiken vicus Britanniae mit Bretzenheim ist in der Forschung umstritten. Die Gegner dieser Hypothese argumentieren unter anderem archäologisch; sie bestreiten die Existenz einer antiken Siedlungsverdichtung, die als vicus bezeichnet werden könnte, in Bretzenheim. Ihrer Ansicht zufolge ist villa Prittonorum eine Sprachspielerei eines gelehrten Urkundenschreibers und der Ortsname in Wirklichkeit von dem Personennamen Bretzo abgeleitet. Demnach spielte ein Mann namens Bretzo in der Frühzeit der fränkischen Besiedlung eine wichtige Rolle.
Am 7. Januar 1266 verkauften Friedrich, der Praeceptor des Lazarus-Ordens in Deutschland und Hertwig, der Komtur zu Megersheim (zwischen Bauschheim und Königstädten, Ortsteile der Stadt Rüsselsheim) alle Besitzungen des Ordens in und bei Bretzenheim an das Kloster Dalheim (Nonnenkloster Dalen bei Mainz). Das Kloster Dalheim wurde somit größter Grundbesitzer im Ort. Fortan konnte die Äbtissin in Bretzenheim Gericht sprechen lassen, Verordnungen verkünden und Abgaben erheben. Die Bretzenheimer waren Leibeigene des Klosters und zu Frondiensten verpflichtet. Die Herrschaft des Klosters dauerte mehrere Jahrhunderte und endete erst im Zuge der Revolutionskriege gegen Frankreich. 1797 wurde Bretzenheim mitsamt dem linken Rheinufer französisch, nach der Niederlage Napoleons und dem Wiener Kongress 1815 hessisch.
Im Jahr 1930 wurde Bretzenheim gemeinsam mit Weisenau und den rechtsrheinischen Orten Bischofsheim, Ginsheim und Gustavsburg nach Mainz eingemeindet. Bretzenheim hatte bereits wenige Jahrzehnte zuvor eine Eingemeindung nach Mainz beantragt, ein entsprechender Vertrag war 1905 jedoch von Mainzer Seite aus nicht unterzeichnet worden.

## Weinbau in Bretzenheim

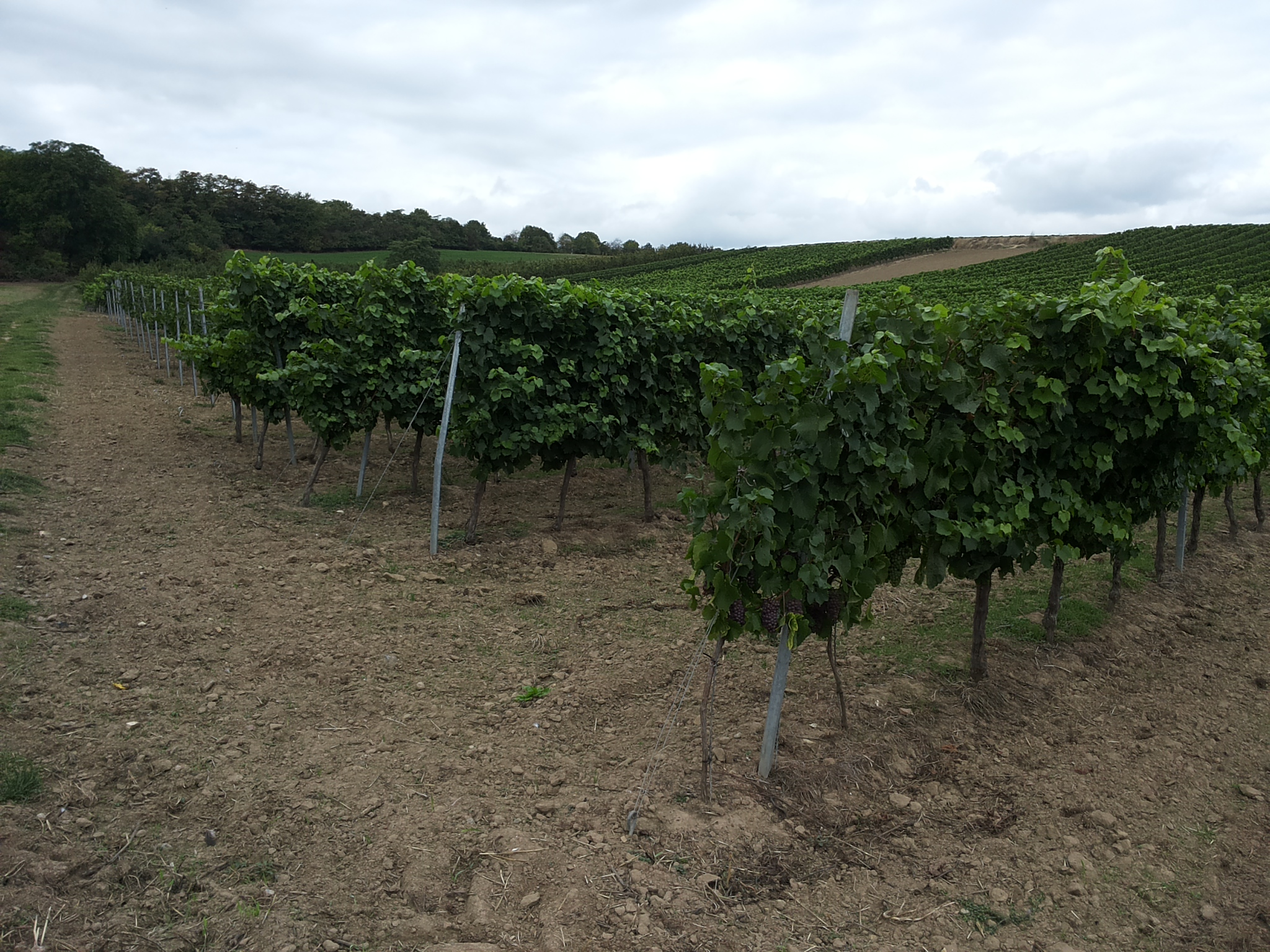
Die beiden einzigen Weinberge in Mainz-Bretzenheim

Die älteste bekannte Urkunde über Weinbau in Mainz berichtet über eine Schenkung:
«Diesen königlichen Dominialhof in Dalheim und die dazu gehörigen Güter erhielt durch eine königliche Schenkung die Abtei St. Maximin bei Trier. Ihre Besitzungen im Orte Bretzenheim beweisen die Fulderschenkungen, worin es zum Jahre 754 heißt: „Ich Adalbrecht schenke einen’ andern Weinberg vor den Mauern der Stadt Mainz in dem ‚Dorf Brezzenheim‘, dessen Rebenläger sind von der einen Seite St. Maximin“»
aus Geschichte der Stadt Mainz von Karl Anton Schaab, zweiter Band, 1844.
Zurzeit befinden sich nur noch zwei bewirtschaftete Weinberge Lage in Mainz-Bretzenheim, sie gehören weinbaurechtlich zur Großlage St. Alban und zur Einzellage Hechtsheimer Kirchenstück.

## Politik

### Ortsbeirat und Ortsvorsteher
Im 2024 gewählten Ortsbeirat sind sechs Parteien vertreten. Stärkste Fraktionen sind die CDU und die Grünen mit jeweils vier Sitzen, gefolgt von der SPD mit zwei Sitzen. Ebenfalls vertreten sind die ÖDP, die Linken und die Freien Wähler mit jeweils einem Sitz.
Manfred Lippold (CDU) wurde am 3. September 2024 Ortsvorsteher von Bretzenheim. Bei der Stichwahl am 23. Juni 2024 hatte er sich mit einem Stimmenanteil von 51,7 % durchgesetzt, nachdem beim ersten Wahlgang am 9. Juni keiner der ursprünglich sieben Bewerber eine ausreichende Mehrheit erreichen konnte.
Lippolds Vorgängerin Claudia Siebner (CDU), die bei der Wahl 2014 ihren Parteikollegen Wolfram Erdmann abgelöst hatte, trat nach zwei Amtsperioden bei der Direktwahl 2024 nicht erneut für dieses Amt an.

### Landespolitik
Mainz-Bretzenheim gehört zum Wahlkreis Mainz II. Bei der Landtagswahl 2021 gewann Doris Ahnen (SPD) erneut das Direktmandat.

### Wappen
Eine Äbtissin des Klosters Dalheim führte in ihrem Familienwappen drei Ringe, diese benutzte sie auch, um ihren persönlichen Besitz und Urkunden zu siegeln. Diese Ringe wurden als Ortswappen bis ins 18. Jahrhundert geführt. Ab ca. 1790 erscheint zum ersten Mal die Brezel im Ortswappen. Vermutlich nahm man damals an, Bretzenheim und die Brezel würden gut zueinander passen. Erst um 1920 entstanden die heutigen Mainzer Ortswappen.
Nicht von der Äbtissin Anna von Reiffenberg, die während des Rathausbaues (1575) und der Neufassung des Bretzenheimer Weistums (1578) dem Kloster Dalheim vorstand, stammt das Bretzenheimer Brezelwappen, sondern vom Bretzenheimer Gerichtssiegel, das bereits 1579 auf dem Bestandsbrief des Cuntz Müller für ein Präsenzgut mit einer eindeutig erkennbaren Brezel verwendet wird. Dieses Gerichtssiegel wurde durchgehend bis 1798 (Einnahme der linksrheinischen Gebiete durch die Franzosen) verwendet. In der Zeit, als die Bretzenheimer einen Maire hatten, erscheint die Brezel überhaupt nicht, erst in der kurzen Zeit der Provisorischen Administration (1814–1816) erscheint wieder eine Brezel im Gemeindestempel. Danach wird Bretzenheim eine großherzogliche Gemeinde – wiederum ohne Brezel, aber mit Krone und hessischem Löwen.

### Flagge

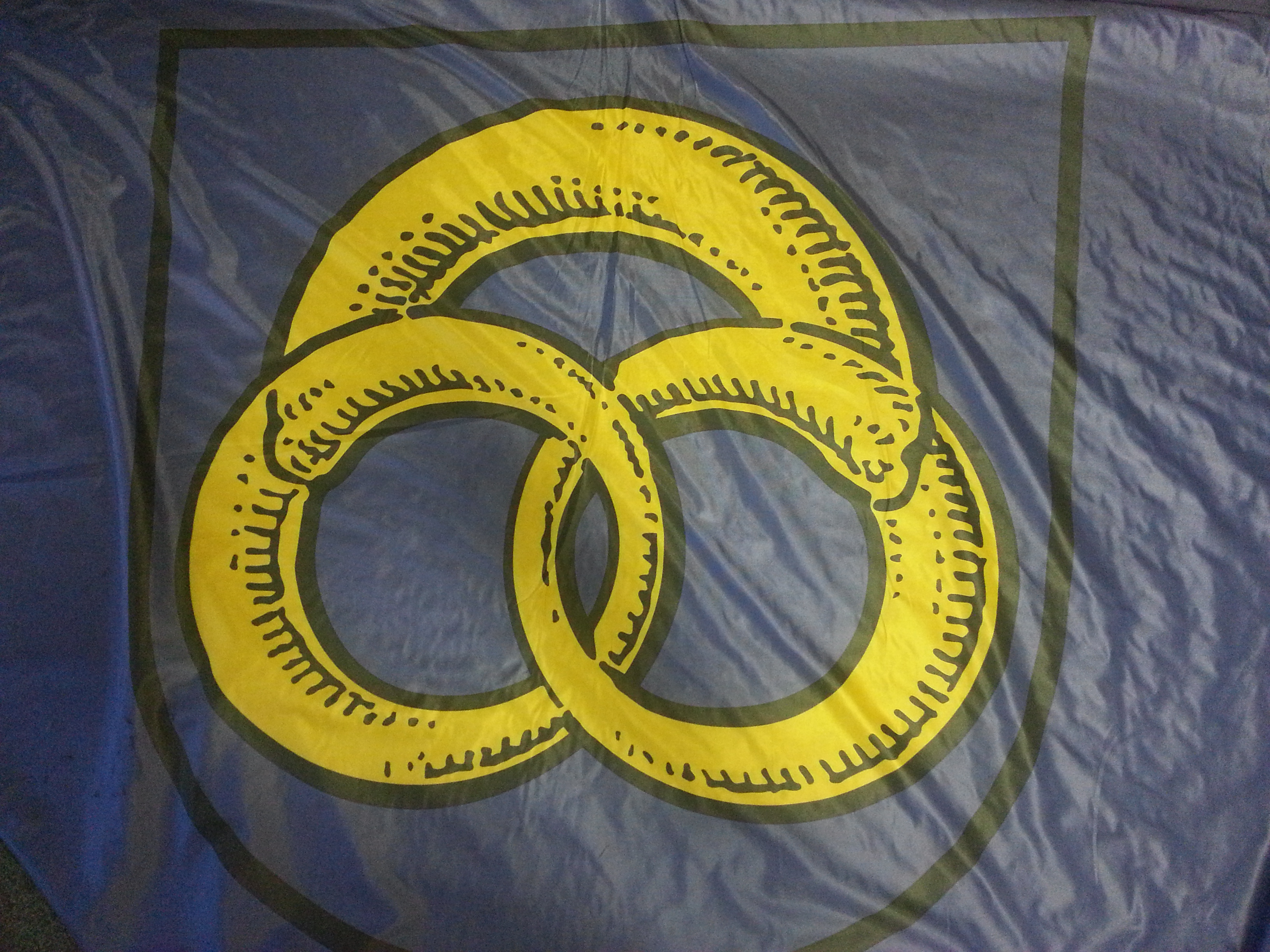
Flagge von Mainz-Bretzenheim

Für die technische Beschreibung verwendet die Stadt Mainz momentan folgende RAL-Farbwerte, mit deren Entsprechung im Pantone- und CMYK-System für Wort-Bild-Marken („Logos“) und RGB für Online-Medien:

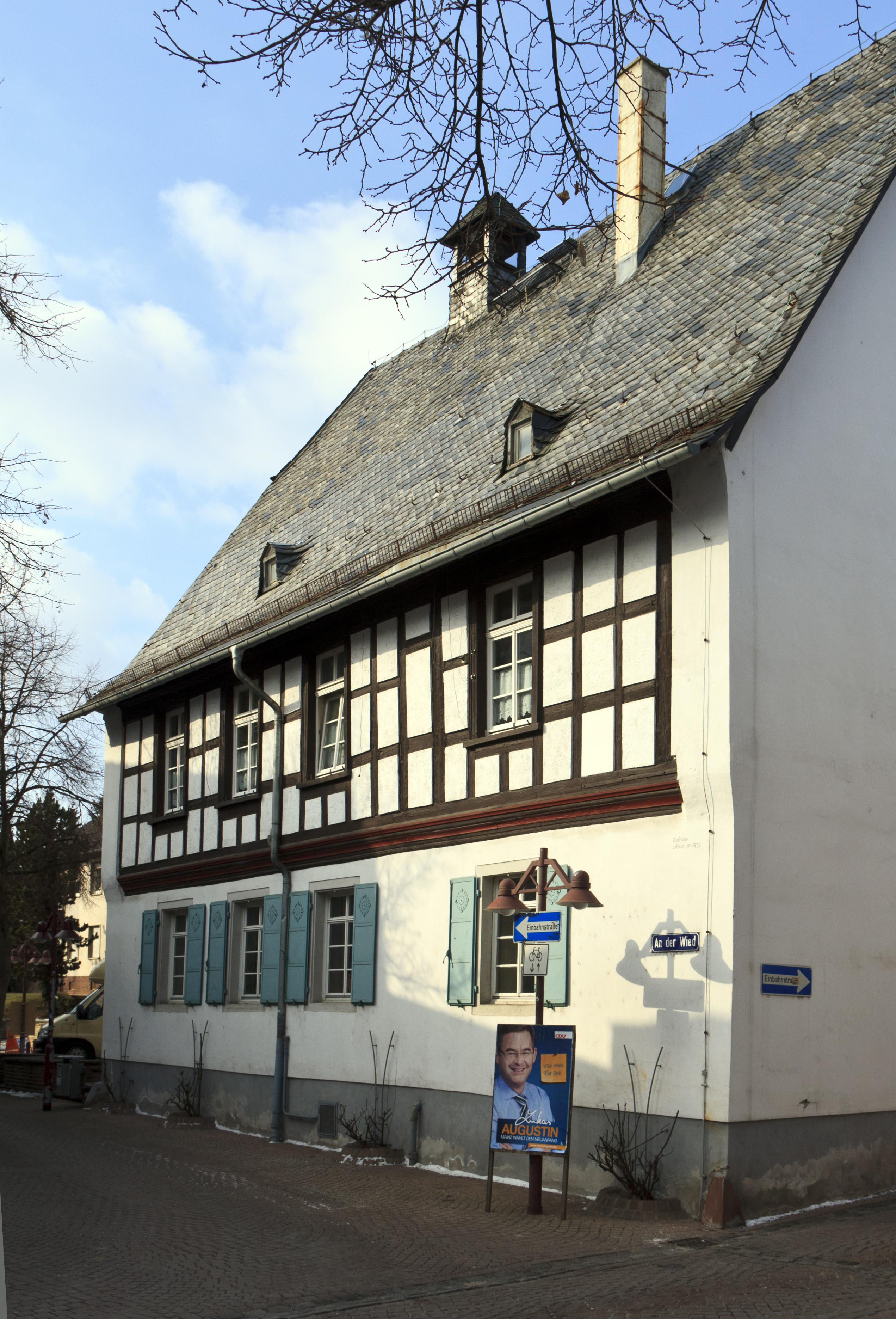
Das Rathaus in Bretzenheim

| Farbe   | RAL               | Pantone | CMYK       | RGB (Hex und Farbe) |
| ------- | ----------------- | ------- | ---------- | ------------------- |
| Schwarz | KEINER - 0A 0A 0D | Black C | 0-0-0-100  | 26 23 27            |
| Gelb    | KEINER - FF DC 00 | 7405 C  | 0-25-100-0 | 253 196 0           |
| Blau    | KEINER - 00 78 BB | 285 C   | 85-50-0-0  | 15 114 180          |

## Kultur und Sehenswürdigkeiten
Mainz-Bretzenheim beherbergt insgesamt fünf Denkmalzonen, darunter die Denkmalzone Alte Ziegelei, sowie mehrere Einzeldenkmäler. Eine genaue Übersicht ist unter Liste der Kulturdenkmäler in Mainz-Bretzenheim zu finden.

### Bildungseinrichtungen
In Mainz-Bretzenheim gibt es die folgenden Schulen:
Grundschulen:
- Erich-Kästner-Schule (EKS)
- Heinrich-Mumbächer-Schule (HMS)
- Grundschule „An den Römersteinen“
- Integrierte Gesamtschule (IGS), Eliteschule des Fußballs

Zudem liegt unmittelbar nördlich von Bretzenheim ein Standort der Hochschule Mainz sowie östlich daran angrenzend das Gelände der Universität.

### Stadtteil AG
- Heißer Draht für Bretzenheim
- Seit 1998 besteht die Stadtteil AG als Forum für Bürgerbeteiligung. Sie ist verwaltungs- und parteiunabhängig, arbeitet mit Ortsvorsteher, Ortsbeirat, Vereinen, Institutionen sowie Kirchengemeinden zusammen. In mehreren Gruppen werden Probleme aufgegriffen, Verbesserungsvorschläge entwickelt und Initiativen und Akteure koordiniert.

### Naturschaugarten Lindenmühle

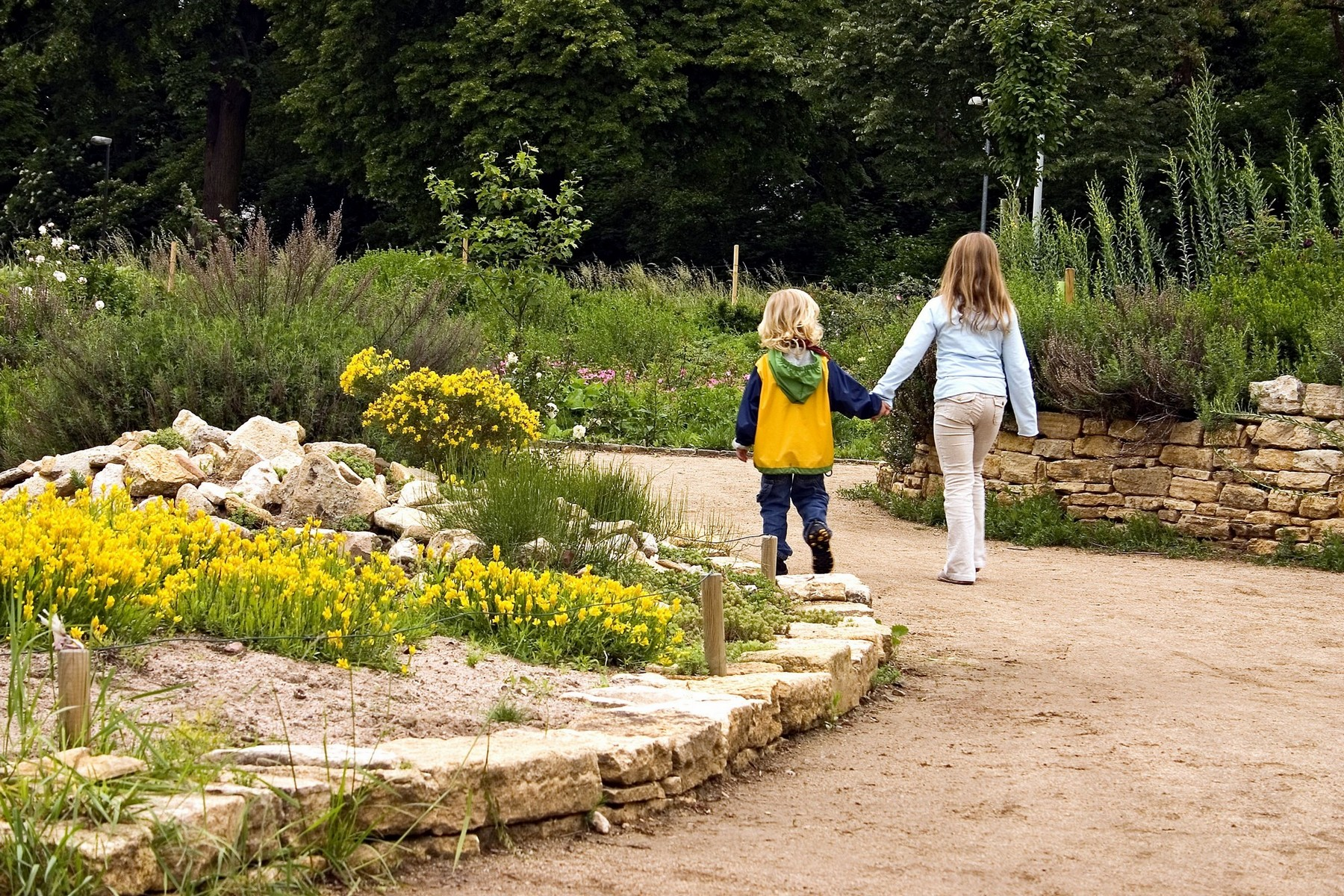
Naturschaugarten Lindenmühle

- Naturschaugarten LindenmühleIn ehrenamtlicher Arbeit ist am Mühlweg ein Naturschaugarten mit ausschließlich heimischen Pflanzen entstanden. Die Anlage ist jederzeit begehbar. Sie soll Mitbürger anregen, wieder mehr heimischen Wildpflanzen Raum in Gärten und Grünanlagen zu geben und damit einen Beitrag zum Erhalt der Pflanzenvielfalt zu leisten. Für das Projekt erhielt der Arbeitskreis „Naturnahes Grün“ im Dezember 2005 einen Naturschutzpreis. Im September 2009 wurde dem Naturschaugarten ein Umweltpreis verliehen. Das Motto des Wettbewerbes war: Die besten Ideen für ein nachhaltiges Rheinland-Pfalz.[13] 2012 wurde der Schaugarten UN-Dekade-Projekt Biologische Vielfalt.

### Vereine

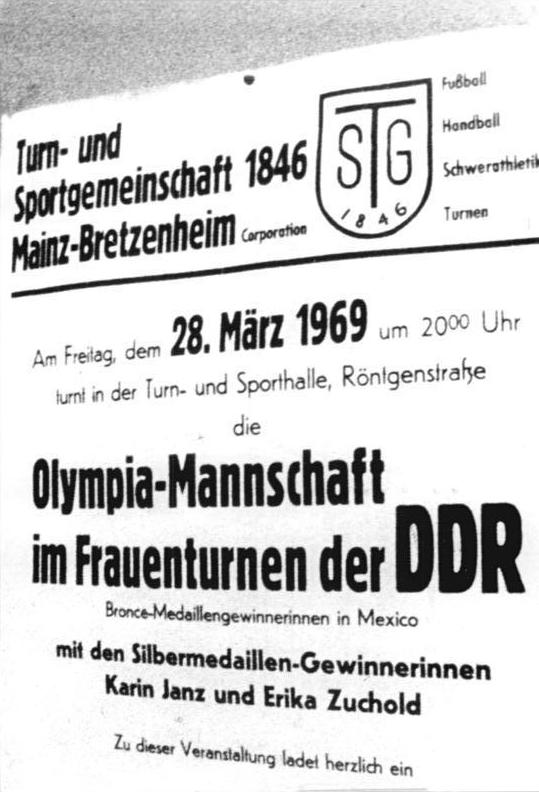
Die TSG 1846 Mainz-Bretzenheim lud im März 1969 die DDR-Frauenturnnationalmannschaft zum Schauturnen nach Mainz ein und löste mit der Anerkennung der DDR-Symbole einen Skandal aus

Mainz-Bretzenheim weist ein vielseitiges Vereinsleben auf. So wurde beispielsweise 1985 der Verein der Ziegeleifreunde Mainz gegründet, der sich den Erhalt der Alten Ziegelei als Freizeit- und Bildungszentrum zum Ziel gesetzt hat. Die erste Fußballmannschaft der TSG 1846 Mainz-Bretzenheim spielt derzeit (Saison 2020/21) in der Landesliga des Südwestdeutschen Fußballverbandes. Weitere Sportvereine im Stadtteil sind der SV Bretzenheim 1912, SG Bretzenheim, die DJK Moguntia Bretzenheim, SC Moguntia 1896 Mainz und Vitesse Mayence.
1946 gründeten Mitglieder der katholischen Jugend den Fastnachtsverein CKV Bretzenheim, der ursprünglich in der kirchlichen Fastnacht verwurzelt war und heute in der gesamten Mainzer Fastnacht anerkannt ist. Weitere Fastnachtsvereine sind die 1973 gegründeten Jakobiner Bretzenheim und die erst seit 2013 bestehenden Bretzenummer Schnattergänsjer.

### Fußballstadion
Am 4. Mai 2009 wurde der Grundstein für die heutige Mewa Arena auf Bretzenheimer Gemarkung gelegt. Seit der Fußball-Bundesliga-Saison 2011/12 bestreitet der 1. FSV Mainz 05 dort seine Heimspiele. Das Trainingszentrum des Vereins ist im Bruchwegstadion verblieben, das im Stadtteil Hartenberg-Münchfeld liegt.

## Wirtschaft und Infrastruktur
Bretzenheim verfügt über ein ausgedehntes Gewerbegebiet im Südosten, direkt im Dreieck der Autobahnen 60, A 63 und der Bundesstraße 40. Dort haben unter anderem Hornbach und das Möbelhaus Poco einen Sitz. Am Gewerbegebiet angesiedelt ist auch eines der größten Einkaufszentren in der Stadt, das Gutenberg-Center.
Ein Expansionsversuch der Carrefour-Gruppe nach Mainz im Jahr 1977 scheiterte.

### Straßenanbindung
- Mainzer Autobahnring (A 60)
- Autobahnkreuz Mainz-Süd
- A 63/B 40

### Öffentlicher Personennahverkehr
Bretzenheim ist durch mehrere Bus- und Straßenbahnlinien der Mainzer Mobilität im ÖPNV-Netz der Stadt Mainz integriert. Es bestehen so direkte Busverbindungen zu den beiden größten Bahnhöfen von Mainz, Hauptbahnhof und Römisches Theater. Durch den Ortsbezirk verläuft seit Dezember 2016 auch die neue Straßenbahntrasse, die unter dem Projektnamen Mainzelbahn bekannt ist und Bretzenheim dadurch sowohl mit der Universität, dem Campus der Hochschule Mainz als auch mit den Ortsbezirken Marienborn und Lerchenberg verbindet. Mit dem Fahrplanwechsel zum 15. Dezember 2019 wurde zudem eine Direktverbindung zwischen Bretzenheim und Mainz-Hechtsheim über die A 60 hergestellt; zuvor führte die einzige Direktverbindung (Linie 52) über den Hauptbahnhof und die Innenstadt.

## Persönlichkeiten

### Söhne und Töchter Bretzenheims
- Alfred Mumbächer (1888–1953), Landschaftsmaler
- Ernst Neger (1909–1989), Dachdecker, Fastnachter und Sänger der Mainzer Fastnacht
- Franziska Reichenbacher (* 1967), lebte die ersten sechs Jahre in Bretzenheim

### Persönlichkeiten, die vor Ort gewirkt haben
- Alfons Becker (1922–2011), Historiker und ordentlicher Professor für mittelalterliche Geschichte an der Johannes Gutenberg-Universität Mainz, lebte in Mainz-Bretzenheim
- Bernhard Ziegler (* 1926), Physiker und Hochschullehrer in Mainz, lebte in Mainz-Bretzenheim
- Josef Hofmann (1927–2016), Jurist und Politiker, war als Rechtsanwalt in Bretzenheim tätig
- Walter Konrad (1935–2019), Jurist, Medienmanager und Kommunalpolitiker, lebte in Bretzenheim
- Claudia Wildhardt (* 1968), Volleyballspielerin, spielte mehrere Jahre bei der TSG Mainz-Bretzenheim